# Der Bauer und sein Sohn

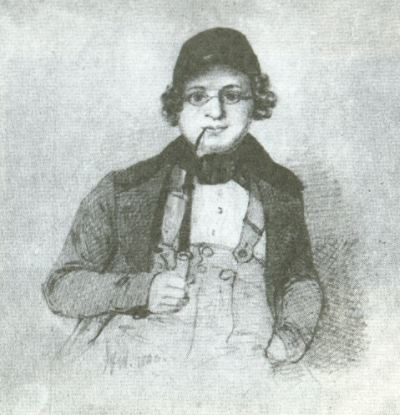
Eduard Mörike. Zeichnung von Josef Wagner (1840)

Der Bauer und sein Sohn ist der Titel eines 1839 veröffentlichten Märchens von Eduard Mörike: Die magischen Kräfte der Natur bestrafen einen mit seinem Leben unzufriedenen und seine Tiere schlecht behandelnden Bauer und er verliert seinen Hof. Sein sensibler Sohn wird dagegen für seine Tierliebe belohnt und er wendet das Schicksal der Familie. Nach seinem Vorbild gelobt der Vater Besserung.

## Inhalt
Misshandlung
Die Geschichte handelt von dem brutal seine Tiere malträtierenden Bauer Peter und seinem sensiblen mitleidigen Sohn Frieder. Als Peter eines Morgens mit blauschwarzen Flecken am Körper aufwacht, deutet dies seine Frau als Zeichen: Das geschlagene Pferd Hansel habe seinem Peiniger die Male geschickt. Einige Tage zügelt er seinen Jähzorn, dann kehren seine alten Gewohnheiten zurück. Er treibt das Pferd mit Schlägen zur Arbeit an und lässt es hungern, so dass sich Hansel wünscht: „Ich wollt‘, es holte mich ein Dieb, den würd ich sanft wegtragen!“
Als bald darauf Frieder in den Stall kommt, um Hansel etwas von seinem Vesperbrot abzugeben, sieht er auf dem Pferd einen schönen Mädchenengel sitzen, der dem Tier die Beulen wegstreichelt und die Zukunft weissagt: Hansel wird Reitpferd der Königin, Frieder Ziegenhüter. Es wird ihm besser gehen, wenn er Nüsse vom Baum schüttelt.
Entführung
In der Nacht führt der Engel das Pferd auf eine schöne, für die Menschen unsichtbare Wiese mit grünem saftigem Gras und spricht: „Weide Hans“. Am nächsten Morgen bewundert sich Hansel: „Ei, was bin ich für ein schmucker Kerl geworden - unecket, glatt und sauber!“
An diesem Tag kommt der König auf seinem Jagdausflug in die Gegend, erblickt das schöne und, wie eine Befragung der Bauern ergab, herrenlose Pferd, nimmt es mit und schenkt es der Königin. Es wird von ihr so trainiert, dass nur sie darauf reiten kann.
Schicksalsschläge
Inzwischen vermisst Peter sein Pferd. Jetzt treibt er seine beiden Ochsen mit Schlägen an und sie müssen für drei arbeiten. Dadurch werden sie schwach und verstockt. Peter lässt sie schlachten und kauft zwei andere, die er, als sie krank werden, mit Verlust verkauft. Er hält sein Unglück für das Werk des Teufels. Ein Hexenbanner rät ihm, den Stall mit einem Pulver auszuräuchern. Dabei entsteht ein Feuer und die Stallungen mitsamt der Scheune brennen ab. Peter träumt jetzt von seinen toten Tieren, die von ihm Futter verlangen. Er sucht Zuflucht im Wirtshaus, vertrinkt dort sein letztes Geld, verschuldet sich und muss schließlich Haus und Felder verkaufen und als Tagelöhner arbeiten. Sein Sohn Frieder wird Ziegenhirt und bindet Besen.
Probe
Drei Jahre später rastet der König nach der Wildschweinjagd im Dorfwirtshaus. Begleitet wird er von der Königin auf einem schönen braunen Pferd. Bei ihrem Vorbeiritt erkennt Frieder Hansel und das Pferd wiehert bei seinem Anblick. Als Frieder behauptet, es sei das Ross seines Vaters, hört dies der König und befragt den Jungen. Der erzählt unter dem Gelächter der Gesellschaft die märchenhafte Geschichte vom Engel, der den Hansel entführt habe. Der König fordert einen Test und setzt eine Belohnung aus. Wenn Frieder auf dem Pferd einen Kreisbogen reiten könne, gehöre ihm die umrundete Wiese. Frieder galoppiert mühelos mit Hansel einen großen Zirkel und besteht die Probe. Zwar kann ihm der König das Lieblingspferd seiner Frau nicht zurückgeben, aber er entschädigt ihn mit einem Beutel Dublonen. Einmal jährlich darf Frieder das Pferd im Schloss besuchen und bringt ein Säcklein Nüsse mit, um die Prophezeiung zu erfüllen.
Gelübde
Durch seinen Ritt verhilft Frieder seinen Eltern zu Reichtum. Peter bereut seine Tierquälerei und legt ein Gelübde ab, sich nie mehr gegen ein Tier zu versündigen.

## Publikationsgeschichte
- Im Frühjahr 1838 beendete Mörike sein Märchen mit dem Titel „Arm-Frieder“. Der Druck wurde von den Redaktionen des württembergische Volkskalenders und des Morgenblattes abgelehnt, vermutlich wegen „Nährung des Aberglaubens“.
- 1839 erschien das Märchen unter dem neuen Titel „Der Bauer und sein Sohn“ zusammen mit Der Schatz, Der letzte König von Orplid, Lucie Gelmeroth, und Die Regenbrüder in „Iris, einer Sammlung erzählender und dramatischer Dichtungen“ bei E. Schweizerbart in Stuttgart.
- 1856 wurde das Märchen erneut zusammen mit Der Schatz, Die Regenbrüder, Lucie Gelmeroth und Die Hand der Jezerte im Sammelband Vier Erzählungen bei E. Schweizerbart in Stuttgart veröffentlicht.[4]

## Rezeption
Der „Erzähler“ Mörike stand lange Zeit in der traditionellen Rezeption im Schatten des „Lyrikers“. Entsprechend werden seine Märchen in der Literaturwissenschaft oft als harmlose fabulierlustige Werke bezeichnet, die über die angedeuteten Probleme hinweg eine glückliche Lösung ansteuern. Meistens werden sie mit ihrem Einbruch des Wunderbaren in die Alltagswelt und dem „imaginäre[n] Reich jenseits der greifbaren Realität“ in der Tradition der romantischen Märchen gesehen. Jedoch habe das Phantastische bei Mörike nichts mehr vom Magischen und Dämonischen der Romantiker. Die „unbedenkliche Mischung realistischer und märchenhafter Elemente“ mache „den schwerelosen Reiz“ der kleinen Dichtungen aus. Nach Engel ist Der Bauer und sein Sohn „eines der sehr wenigen gelungenen Kunstmärchen, in denen uns auch die lehrreiche Absicht gegen die Tierquälerei nicht stört.“
In anderen Interpretationen (s. Maler Nolten#Rezeption) der Mörike Werke aus der Maler Nolten-Zeit wird auch auf die dunklen Seiten und die „ganz unbiedermeierliche Dimension von Mörikes Psychologie, ihre Vorliebe für das Gefährdete und Bedrohliche“ und sein Blick für die „Nachtseiten der menschlichen Natur“ hingewiesen.
In diesem Zusammenhang verweist Regener auf Mörikes Lebensprobleme: Er unterlege seine Texte mit seinen Lebensthemen und erwirkt so die für seine frührealistische Poetik zentralen „Authentizitätseffekte“. So in der Bauer und sein Sohn „die Aggressivität, die aus Armut und Perspektivlosigkeit entsteht“. Mörike konstruiere Gegenwelten zu unglücklicheren und achtloseren Lebensverläufen, „in denen Vertreter ausgleichender Gerechtigkeit für Heilung und Rehabilitation sorgen. Mithilfe von Märchen- und Sagenanteilen kann er diese virtuos personifizieren und umgekehrt den realhistorischen Hintergrund der Volksmythen herausarbeiten. Damit kommt er dem Historismus eines David Friedrich Strauß und den Realismuspostulaten der Literaturkritik seiner Zeit entgegen.“

## Adaptionen
Lesung
Eduard Mörike Erzählungen 1: Der Bauer und sein Sohn, Die Hand der Jezerte, Geschichte von der silbernen Kugel oder der Kupferschmied von Rothenburg. Sprecher: Friedrich Frieden. Lilyla Hörbuch Editionen Audio, 2017.
Illustration
- Eduard Mörike: Der Bauer und sein Sohn. Mit Zeichnungen von Moritz von Schwind. Rainer Wunderlich Verlag Hermann Leins, Tübingen, 1975.
- Eduard Mörike: Der Bauer und sein Sohn. Illustration von Editha Pröbstle mARTin-Verlag, Koblenz, 2004.